# Acyclania schadei
Acyclania schadei är en fjärilsart som beskrevs av William Schaus 1927. Acyclania schadei ingår i släktet Acyclania och familjen björnspinnare. Inga underarter finns listade i Catalogue of Life.